# Yukiko Nishimura
Yukiko Nishimura (Japans: 西邑由記子, Nishimura Yukiko) (Kioto, 15 februari 1967) is een Japans componiste en pianiste

## Levensloop
Nishimura studeerde aan de Tokyo National University of Fine Arts and Music (東京藝術大学 Tōkyō Gei-jutsu Daigaku), nu: Tokyo University of the Arts, in Tokio en behaalde haar Bachelor of Music. Tot haar compositiedocenten behoorden Teruyuki Noda, Atsutada Otaka en Yuzuru Shimaoka. Vanaf 1991 studeerde zij bij Alfred Reed aan de Universiteit van Miami in Coral Gables en vanaf 1993 voltooide zij haar studies aan de Manhattan School of Music in New York bij Richard Danielpour en Gianpaolo Bracali (compositie) alsook Ivan Davis en Sara Davis Buechner (piano).
Als pianist verzorgde zij optredens als soliste met orkesten alsook recitals, bijvoorbeeld in 2003 in de "New York Public Library, Donnell Library Center".
Als componiste schreef zij werken voor piano, percussie, traditionele Oosterse muziekinstrumenten, kamermuziek en werken voor orkest en harmonieorkest. Haar werken werden bekroond met prijzen tijdens de Internationale Compositiewedstrijd te Corciano in 1994 en 2007 en de 6e "Aoyama Music Award" in Japan.

## Composities

### Werken voor orkest
- 2001 Harvest Moon, voor orkest
  1. Prelude
  2. Cool Rain
  3. Talking to the moon
  4. Harvest Moon

### Werken voor harmonieorkest
- 1996 Bright Moon, voor harmonieorkest
- 2007 The BackRoom, voor harmonieorkest
- Sparkleberry, voor harmonieorkest
- Star Ship, voor harmonieorkest

### Kamermuziek
- 1995 XING OVER, voor sopraan- en altsaxofoon en marimba
- 1996 Myriads of stars, voor trompet, marimba en piano (ook in een versie voor marimba en piano)
- 1996 Moonfest, voor viool en piano
- 2000 Spring Triangle, voor klarinet, cello en piano
- 2000 A full moon on the water, voor marimba en piano
- 2004 Hightide Yuletide, voor basklarinet en marimba
- 2004 The Phone Book, voor natuurhoorn en piano (ook in een versie voor hoorn en piano)
- 2005 Music for the silent film "Edison’s 1910 Frankenstein", voor strijkkwartet
- 2006 Organic Garlic, voor slagwerk en piano
- 2007 Music for the Japanese silent film "Shiraito Taki (Water Magician) (1933)", voor cello en contrabas

### Werken voor piano
- Four Preludes-Wild Flowers
- Half Moon Bay
- Quiet Beach
- Rain
- Sweet Dance Suite
- Three Interludes

### Werken voor klavecimbel
- Sweet Dance Suite

### Werken voor slagwerk/percussie
- 2000 The sky is the limit, voor vibrafoon en marimba
- foot・prints, voor vier marimba

### Werken voor traditionele Japanse en Chinese instrumenten
- 1997 Seeing Things, voor shakuhachi en Chinese harp (konghou)
- Garnet Star, voor erhu
- Genjitsu no mukougawa, voor erhu
- Hong Ko Ya Shoku II, voor Chinese harp (konghou)
- My Sky Green, voor Chinese harp (konghou) en piano
- Purple Sundown, voor Chinese harp (konghou)